# IC 3023
IC 3023 — галактика типу Im () у сузір'ї Волосся Вероніки.
Цей об'єкт міститься в оригінальній редакції індексного каталогу.